# Takuya Iwamoto
Takuya Iwamoto (...) è un giocatore di football americano giapponese che gioca come linebacker per gli Obic Seagulls.

## Palmarès
- 1 Rice Bowl (Obic Seagulls, 2020)